# Saaransh
Saaransh è un film indiano del 1984 diretto da Mahesh Bhatt.

## Premi
- Filmfare Awards
  - Anupam Kher – "Best Actor"
  - Mahesh Bhatt – "Best Story"
  - Madhukar Shinde – "Best Art Direction"
- National Film Awards
  - Vasant Dev – "Best Lyrics"